# Roques de l'Horta
Les Roques de l'Horta és una muntanya de 617 metres que es troba al municipi de Lluçà, a la comarca d'Osona.